# كورت هوبر
كورت هوبر (بالألمانية: Kurt Huber) (و. 1893 – 1943 م) هو عالم نفس، وعالم موسيقى، وأستاذ جامعي، من ألمانيا، ولد في خور، كان عضوًا في الحزب النازي (1 أبريل 1940–3 أبريل 1943)، وكان عضوًا في الوردة البيضاء، توفي عن عمر يناهز 50 عاماً، بسبب قطع الرأس.

## التعليم
تعلم في جامعة لودفيش ماكسيميليان في ميونخ، وEberhard-Ludwigs-Gymnasium ‏.

## روابط خارجية
- كورت هوبر على موقع مونزينجر (الألمانية)